# Eustomias curtifilis
Eustomias curtifilis és una espècie de peix de la família dels estòmids i de l'ordre dels estomiformes.

## Morfologia
- Les femelles poden assolir 16,6 cm de longitud total.[3]

## Hàbitat
És un peix marí i d'aigües profundes que viu entre 120-660 m de fondària.

## Distribució geogràfica
Es troba al sud-oest de l'Atlàntic (entre 17-21°S i 28-30°W).